# Cannabigérol
Le cannabigérol (CBG) est un cannabinoïde naturel, constituant mineur du cannabis. Alors qu'il n'est pas lui-même psychoactif, son précurseur l'acide cannabigérolique peut servir à synthétiser les deux principaux constituants psychoactifs de la plante, le tétrahydrocannabinol (THC) et le cannabidiol (CBD).
Les effets du cannabigérol sur la santé ne sont pas encore complètement élucidés. Son étude pharmacodynamique est complexe, car il agit avec différentes intensités sur plusieurs récepteurs membranaires. Son comportement dans l'organisme n'est que marginalement lié à son affinité relativement faible pour les récepteurs cannabinoïdes. Il n'est pas certain que ses effets thérapeutiques contrebalancent ses effets indésirables.

## Chimie

### Propriétés
Le cannabigérol est une molécule constituée d'un noyau résorcine et de deux longues chaînes carbonées. Ces chaînes confèrent à la molécule un caractère très lipophile (et hydrophobe) : son log P (coefficient de partage) est calculé, selon les modèles, entre 7,0 et 7,5,,.

### Synthèse

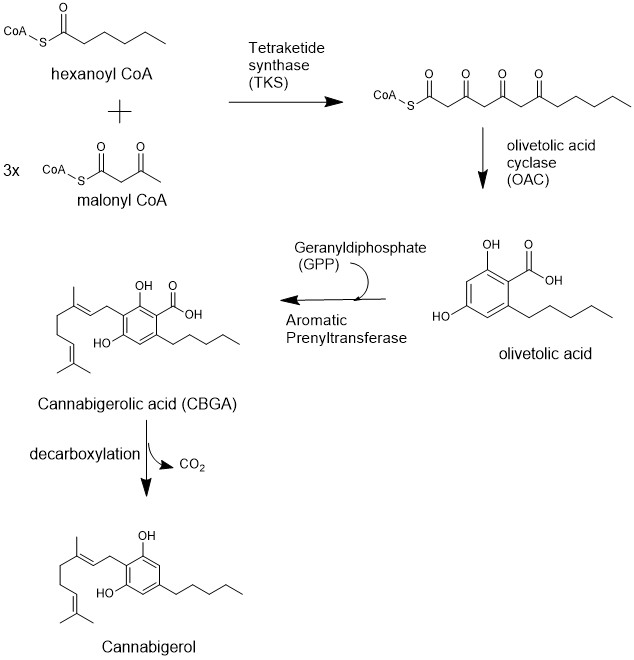
Biosynthèse du CBG

La biosynthèse du CBG commence par la réaction de condensation d'un groupe hexanoyl porté par une coenzyme A avec trois groupes malonyl-CoA, réaction catalysée par une tétracétide synthase. Le produit de réaction obtenu est ensuite cyclisé en acide olivétolique grâce à une cyclase. L'acide olivétolique subit alors une réaction de type prénylation : l'ajout, catalysé par une enzyme de type prényltransférase aromatique, d'un précurseur isoprénoïde à 10 carbones (le pyrophosphate de géranyle) sur le cycle aromatique, entre les fonctions phénol. L'acide cannabigérolique (CBGA) résultant est ensuite décarboxylé en cannabigérol.
De nombreux autres composés cannabinoïdes naturels dans le chanvre sont, comme le cannabigérol, synthétisés à partir de l'acide cannabigérolique.

### Extraction
Le CBG est extrait du chanvre, comme la plupart des autres cannabinoïdes, par l'usage de solvants (eau, huile, éthanol, propane, diméthyléther, CO2 supercritique...). Cette extraction peut être optimisée par l'usage d'ultra-sons ou de micro-ondes, et rendue plus sélective en jouant finement sur la température.

## Pharmacologie
Contrairement à d'autres substances issues du cannabis, le cannabigérol ne possède aucun effet psychoactif,,,. Il a plutôt été noté comme réduisant les effets psychoactifs du THC. En revanche, il a une action analgésique,,.

### Pharmacodynamique
Des études ont révélé que le CBG agit comme un agoniste hautement puissant des récepteurs α2-adrénergiques et modérément comme antagoniste des récepteurs 5HT1A.
L'étude pharmacodynamique du CBG s'avère complexe,,. Il se lie assez faiblement avec les récepteurs cannabinoïdes, où il agit comme agoniste partiel,,,. Inversement, c'est un puissant agoniste des récepteur adrénergiques α2, antagoniste du récepteur de la sérotonine 5-HT1A, et antagoniste du récepteur transitoire du canal ionique TRPM8. Le cannabigérol a également d'autres actions diverses, qui peuvent contribuer à ses effets sur l'organisme,,,.

### Pharmacocinétique
La pharmacocinétique du CBG a été étudiée chez l'animal, et dans une moindre mesure chez l'Homme. Le CBG est métabolisé par le foie sous l'action de la protéine CYP2J2, une enzyme qui fait partie du cytochrome P450. Il suit en cela le comportement d'autres cannabinoïdes et endocannabinoïdes,.

### Effets sur le corps

#### Modèle murin
De nombreux essais pré-cliniques ont étudié les effets du CBG, in vitro ou sur les souris. Ils ont notamment montré que le CBG réduisait la pression intra-oculaire, et avait une action antioxydante, anti-inflammatoire, anti-tumorale, antibactérienne, et antifongique, ainsi que des propriétés anxiolytiques, neuromodulatrices, et neuroprotectives,. Une réduction de certains troubles urinaires, une augmentation de l'appétit et une inhibition de la testostérone ont également été relevés.

#### Études chez l'humain
Dans la mesure où le cannabigérol est bien plus vite éliminé que le THC (il est typiquement indétectable dans le sang en moins d'un quart d'heure et dans la salive en moins de 10 h, là où le THC reste mesurable jusqu'à 30 jours après le dernier joint), il a été proposé comme marqueur plus pertinent d'une consommation récente de cannabis. 
L'innocuité de sa consommation a été mise en doute en raison de la forte activation des récepteurs adrénergiques par le CBG, qui peut causer un effet sédatif et potentiellement des effets secondaires cardiovasculaires indésirables tels qu'une fréquence cardiaque diminuée ou une hausse de la pression sanguine.

## Histoire et société

### Découverte
Le cannabigérol a été isolé à partir du cannabis en 1964 par Gaoni et Mechoulam. C'est l'un des plus de 120 cannabinoïdes identifiés dans ce genre,.

### Source et production
Si le CBG a été découvert dans le cannabis, on le retrouve également dans Helichrysum umbraculigerum, où il pourrait même être plus abondant.  
Au cours de la croissance de cannabis sativa, l'essentiel de l'acide cannabigérolique (CBGA) est converti en d'autres cannabinoïdes, principalement le tétrahydrocannabinol (THC) et le cannabidiol (CBD), ne laissant qu'environ 1 % de CBGA pouvant se convertir directement en CBG résiduel dans la plante. Cette proportion varie cependant avec le profil génétique de la plante, et certaines variétés peuvent conserver de plus grandes quantités de CBG et CBGA, tout en ayant peu de THC et CBD. De telles variétés présentent un intérêt commercial, considérant que la législation de nombreux pays interdit la culture de plants riches en THC.
Une autre approche consiste à sélectionner des micro-organismes appropriés (comme certaines levures) et à les modifier génétiquement pour favoriser la production de CBG. Cette technique permettrait d'obtenir le composé visé sans les contraintes liées à la culture du cannabis.

### Statut légal
Le cannabigérol n'étant pas psychoactif, il n'est pas concerné par la convention sur les substances psychotropes de 1971.
En France, il n'est, en 2024, pas inscrit sur la liste des substances classées comme stupéfiantes.
En Suisse, il est légal de produire du chanvre riche en CBG en guise de substitut de tabac, du moment que sa concentration en THC reste en dessous de 1,0 %.
Aux États-Unis, le CBG issu du cannabis est illégal en raison du Controlled Substances Act, alors que celui issu du chanvre est légal, du moment que ce dernier contient moins de 0,3 % de THC sur poids sec,.